# 李亚力 (1953年)
李亚力（1953年12月—），男，汉族，河北高阳人，中华人民共和国政治人物，曾任天津市发展计划委员会（市发展和改革委员会）主任，天津市人大常委会副主任，第十届全国人大代表。